# Крупнооки шаренац
Крупнооки шаренац (лат. Melitaea arduinna) врста је лептира из породице шаренаца (лат. Nymphalidae).

## Опис
Нешто је већи од црнооког шаренца, а поља са црним тачкама имају карактеристично испупчење, израженије са доње стране крила. У Србији је откривен тек недавно, али досадашњи налази указују на можда највећу популацију у Европи.
Одрасле јединке су активне од маја до јула. Врста презимљава у стадијуму гусенице. Док су младе, гусенице живе и хране се грегарно. Од осталих сродника разликују се по скоро потпуно црном дорзуму. Интегумент је у тој регији посут веома ситним белим тачкицама. Вентрум је бледо наранџасте боје. Трнолике основе сета (сколуси) прате боју дела интегумента са ког полазе. Најчешће се сусрећу у пролећним месецима.

## Распрострањење и станиште
Насељава ливадска станишта покрај путева, шума и потока. Изразито локални шаренац у малом делу југоисточне Европе. У Србији је врста распрострањена у планинском делу источне Србије. 

## Биљке хранитељке
Биљке хранитељка различак и њему сродне врсте - Centaurea.